# Mikoyan MiG-33

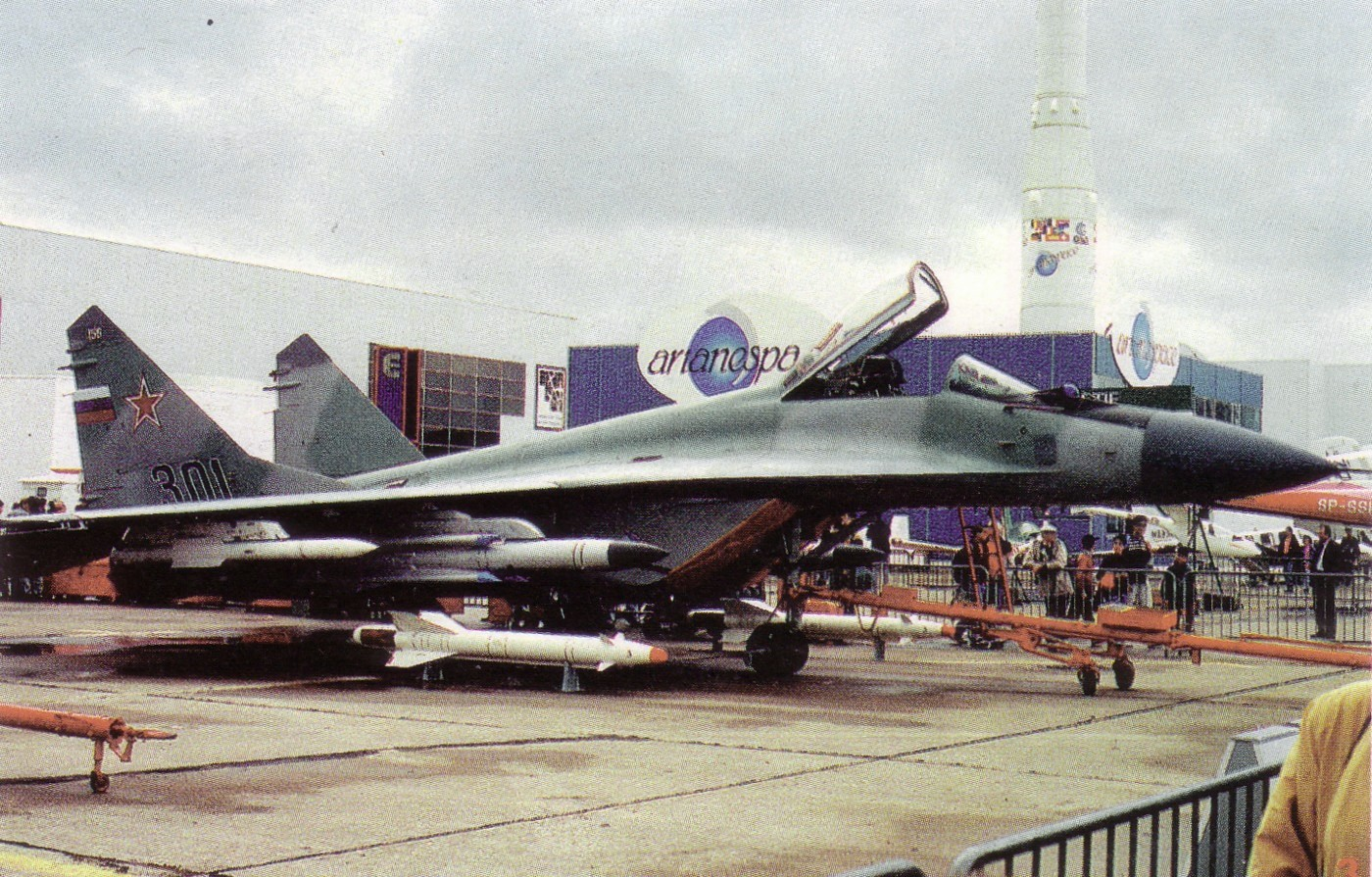
Mig 33 - Russia

Tên gọi MiG-33 liên quan đến hai mẫu thiết kế máy bay tiêm kích khác nhau của Mikoyan. Đầu tiên tên gọi MiG-33 được dùng cho một máy bay tiêm kích tấn công hạng nhẹ, một động cơ như General Dynamics F-16 Fighting Falcon. Thường biết đến chính thức với tên gọi "Project 33" (Dự án 33), việc phát triển thiết kế này bắt đầu vào khoảng năm 1980, nhưng nó đã bị hủy vào năm 1986 do thay đổi về yêu cầu của Không quân Xô viết. Tuy nhiên, vào năm 1998 Trung Quốc mua thiết kế và dữ liệu thử nghiệm từ Nga để hỗ trợ thúc đẩy việc phát triển loại máy bay Chengdu JF-17/FC-1 của mình.
Gần đây, tên gọi MiG-33 đã được giới thiệu tại Triển lãm hàng không Farnborough 1994 như tên gọi dùng tiếp thị cho mẫu xuất khẩu MiG-29ME của MiG-29M "Super Fulcrum", MiG-29M là một phiên bản nâng cấp toàn diện, đa năng của MiG-29 (NATO: "Fulcrum-E"). Mặc dù chỉ có vài máy bay MiG-29M được chế tạo (và không được xuất khẩu), chúng được dùng như những nguyên mẫu để phát triển những mẫu mới, tiên tiến nhất của MiG-29, đó là MiG-35 (NATO: "Fulcrum-F").

## Project 33
Khoảng năm 1980, phòng thiết kế Mikoyan OKB bắt đầu dự án thiết kế một mẫu máy bay tiêm kích tấn công hạng nhẹ, mẫu máy bay này dự định sẽ là đối thủ trực tiếp của F-16 Fighting Falcon. Thiết kế mới của Mikoyan có tên gọi là Izdeliye 33 (Izd 33) (dịch sang tiếng Anh là "Article 33", "Project 33", "Product 33", hoặc "Project R-33"), đây là một thiết kế có bố trí thông thường và vẻ ngoài tương tự như F-16. Nó trang bị một động cơ phản lực turbofan đốt phụ trội Klimov RD-33 - tương tự như loại động cơ sử dụng cho MiG-29. Trong khi các thử nghiệm trong hầm gió được tiến hành với mô hình, không có nguyên mẫu nào được chế tạo kể từ khi Không quân Xô viết (VVS) giảm hỗ trợ cho thiết kế này từ năm 1986.

### Ảnh hưởng tới loại máy bay Chengdu FC-1 "Kiêu Long"
Sau việc các công ty châu Âu và Mỹ hủy bỏ sự tham gia trong việc phát triển biến thể Chengdu J-7 hiện đại hóa theo tiêu chuẩn châu Âu, còn được gọi là "Super-7", Trung Quốc đưa ra một chương trình vào năm 1991 để phát triển một biến thể phát triển nội địa dựa trên thiết kế cơ bản của MiG-21, mẫu máy bay mới của Trung Quốc có tên gọi là FC-1 ("Fighter China 1"). Để đẩy nhanh sự phát triển của mẫu máy bay này, các quan chức của Tập đoàn Công nghiệp Máy bay Thành Đô (CAC) hay Tập đoàn Xuất nhập khẩu Kỹ nghệ Hàng không Trung Quốc (CATIC) - hoặc có lẽ cả hai - đã tiếp cận Mikoyan nhằm tìm kiếm hỗ trợ kỹ thuật. Năm 1998, CATIC mua thiết kế Izd 33 và thông tin thử nghiệm từ phòng thiết kế Mikoyan, cùng với các hỗ trợ nghiên cứu và phát triển khác.

## MiG-29M "Super Fulcrum"
Trong đầu thập niên 1990, cả Sukhoi lẫn Mikoyan đều đặt tên mới cho các mẫu máy bay nâng cấp của mình để khiển chúng xuất hiện "mới và cải tiến" thay vì chỉ là "cải tiến". VVS không chấp nhận những tên gọi tiếp thị này và hầu hết chúng đều nhanh chóng bị lãng quên. Theo sau sáng kiến của Sukhoi về trong cách tiếp cận này, Mikoyan đã đưa ra mẫu chào hàng đầu tiên là MiG-29ME, xuất hiện công khai lần đầu tiên với tên gọi "MiG-33" tại triển lãm hàng không Farnborough 1994. MiG-29ME là mẫu xuất khẩu của MiG-29M (Product 9.15) "Super Fulcrum", một phiên bản nâng cấp toàn diện, đa nhiệm của MiG-29 (NATO: "Fulcrum-E").
Dù tên gọi MiG-33 sớm bị bỏ đi, MiG-29M có thể xứng đáng có một tên gọi mới ở chỗ đây là một phiên bản thiết kế lại hoàn toàn triệt để của MiG-29. Trong khi bên ngoài có vài điểm khác biệt, MiG-29M là máy bay tiêm kích đa năng có khả năng thực hiện không chỉ các vai trò không đối không của mẫu máy bay tiền nhiệm, mà còn có thể thực hiện các nhiệm vụ không đối đất sử dụng các loại vũ khí chính xác cao (PGM). Giao diện phi công-máy bay trong buồng lái cũng được cải tiến và một loạt các thiết bị thế hệ mới đã được lắp đặt. Hơn nữa, khả năng chứa nhiên liệu bên trong của máy bay cũng được tăng lên, do đó tăng tầm bán kính chiến đấu.

### Máy bay có cùng thiết kế
- JF-17 Thunder
- Mikoyan MiG-29M